# 6779 Perrine
A 6779 Perrine (ideiglenes jelöléssel 1990 DM1) a Naprendszer kisbolygóövében található aszteroida. Antonín Mrkos fedezte fel 1990. február 20-án.